# Naval Aircraft Factory

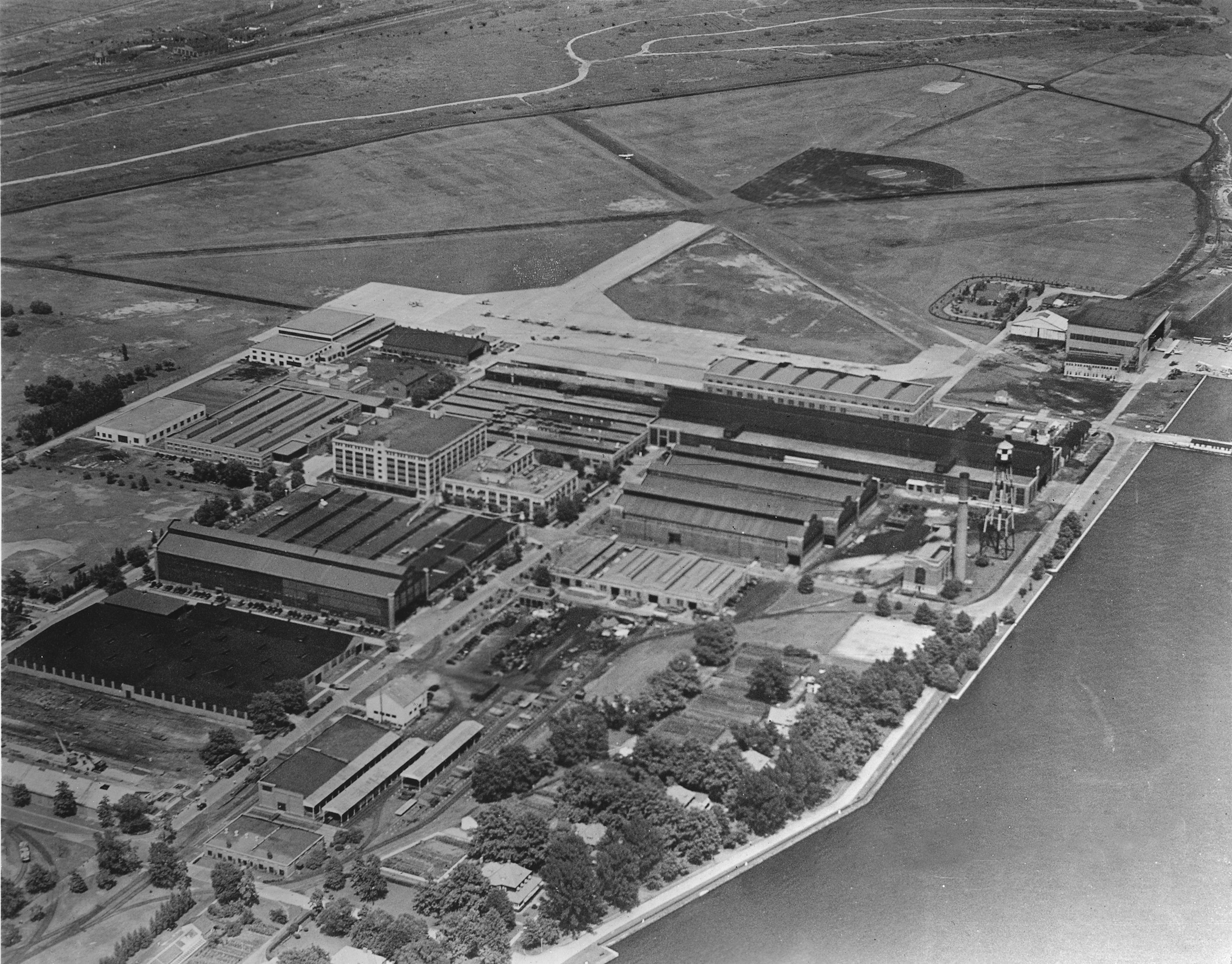
Аэрофтоснимок NAF.

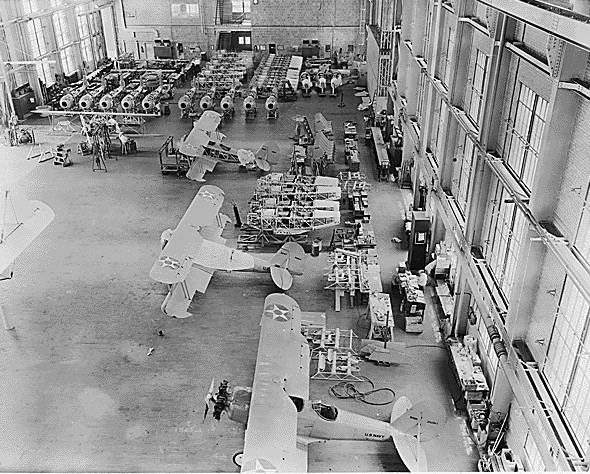
производство N3N Canary в 1937 году

Нэйвел Эйркрафт Фэктори (англ. Naval Aircraft Factory, NAF — Морская авиационная фабрика) — авиационный завод, созданный в США в 1918 году в Филадельфии в целях решения проблем Министерства военно-морских сил с поставкой самолетов после вступления США в Первую мировую войну. Завод был создан в связи с отсутствием у авиапроизводителей интереса к малым заказам флота на фоне огромных заказов армейской авиации. Военно-морское ведомство пришло к выводу о необходимости постройки собственного авиазавода для частичного удовлетворения потребностей флота, создания экспериментальных образцов а также получения данных о себестоимости производимых образцов для дальнейших взаимоотношений с частными производителями самолетов.
27 июля 1917 года военно-морской министр Джозефус Даниэлс утвердил проект: контракт на строительство был подписан 6 августа того же года, а четыре дня спустя состоялась закладка нового завода. Здание завода было построено 28 ноября, спустя всего 110 дней после начала работ. К окончанию строительства флот нуждался в летающих патрульных лодках H-16, к строительству которых сразу же и приступили. 27 марта 1918 года, спустя всего 228 дней после закладки завода и 151 дня после получения первых чертежей полетел 1-й H-16, выпущенный новым заводом. В апреле, первых два H-16 построенных на Naval Aircraft Factory были посланы на патрульную станцию в англ. Killingholme, Англия.
В течение своего существования Naval Aircraft Factory представлял собой принадлежащий флоту тестовый завод, занимающийся производством в интересах флота самолетов других производителей, а также оценки стоимости запускаемых в производство моделей. NAF прекратил производство самолетов в начале 1945 года. Существование завода было поставлено под сомнение, поскольку он напрямую финансируемый из федерального бюджета стал прямым конкурентом частных авиапроизводителей, что в итоге и послужила главной причиной для его закрытия. После его упразднения функции по испытаниям самолетов были переданы морской авиавоздушный центр тестирования, созданный на военно-морской станции Patuxent River, штат Мериленд.

## Выпускаемые модели

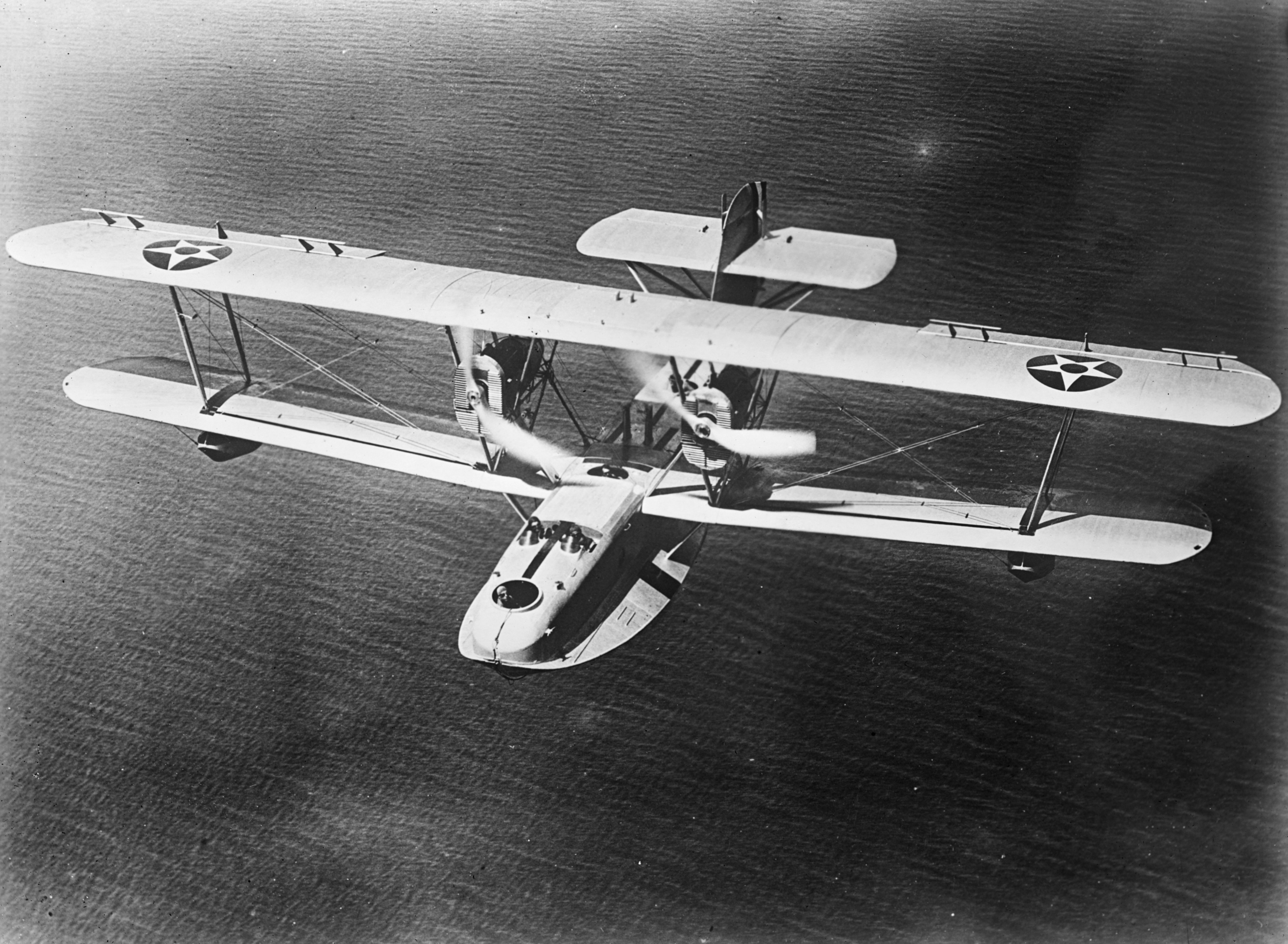
Naval Aircraft Factory PN-9, американская патрульная летающая лодка, 1925 год

- Felixstowe F5L — американская переработанная версия Felixstowe F.5
- N3N Canary
- Naval Aircraft Factory OS2N
- PBN-1 Nomad
- Naval Aircraft Factory PN
- Naval Aircraft Factory PT
- Naval Aircraft Factory SBN
- Naval Aircraft Factory SON-1
- Naval Aircraft Factory TS-1
- Naval Aircraft Factory TF
- Naval Aircraft Factory TG
- Naval Aircraft Factory XN5N
- Naval Aircraft Factory XOSN